# Operace Overlord
Operace Overlord bylo kódové označení bitvy o Normandii, spojenecké operace, která zahájila úspěšnou invazi na Německem okupovaná území západní Evropy za druhé světové války. Operace byla zahájena 6. června 1944 vyloděním v Normandii. Obojživelnému útoku s více než 5 000 plavidly předcházel letecký útok o síle 1200 letadel. 6. června překročilo Lamanšský průliv téměř 160 000 vojáků a do konce srpna už byly ve Francii více než dva miliony spojeneckých vojáků.
Rozhodnutí provést invazi přes průliv v roce 1944 bylo přijato na konferenci ve Washingtonu v květnu 1943. Velitelem Vrchního velitelství spojeneckých expedičních sil byl jmenován generál Dwight D. Eisenhower a generál Bernard Montgomery byl jmenován velitelem 21. skupiny armád, která zahrnovala všechny pozemní síly zapojené do invaze. Jako místo invaze bylo vybráno pobřeží Normandie v severozápadní Francii, kde měli Američané přistát v sektorech s kódovým označením Utah a Omaha, britské jednotky v sektorech Sword a Gold a Kanaďané v Juno. Ke splnění podmínek očekávaných na předmostí Normandie byla vyvinuta speciální technologie, včetně dvou umělých přístavů zvaných Mulberry harbours a řadu specializovaných tanků přezdívaných Hobart's Funnies. V měsících před invazí provedli spojenci operaci Bodyguard, podstatné vojenské klamání nepřítele, kdy pomocí elektronických a vizuálních dezinformací uvedli Němce v omyl, pokud šlo o datum a místo hlavních sil vylodění. Adolf Hitler svěřil německému polnímu maršálovi Erwinu Rommelovi odpovědnost za vývoj opevnění Atlantický val v očekávaném místě invaze.
Spojencům se nepodařilo dosáhnout svých cílů první den, ale získali oporu, kterou postupně rozšiřovali, když 26. června dobyli přístav Cherbourg a 21. července město Caen. Neúspěšný protiútok německých sil 8. srpna způsobil, že bylo 50 000 vojáků 7. armády uvězněno ve Falaiské kapse. Spojenci zahájili 15. srpna druhou invazi ze Středozemního moře v jižní Francii s krycím názvem operace Dragoon a 25. srpna následovalo osvobození Paříže. Německé síly 30. srpna 1944 ustoupily na východ přes Seinu, čímž operace Overlord skončila.

## Vylodění
Do května 1944 dorazilo do Spojeného království 1,5 milionu amerických vojáků. Většina z nich byla umístěna v dočasných táborech na jihozápadě Anglie a připravena přesunout se přes Lamanšský průliv do západní části vyloďovací zóny. Britští a kanadští vojáci byli ubytováni v zařízeních dále na východ od Southamptonu do Newhavenu a dokonce i na východním pobřeží – vojáci, kteří se měli vylodit v pozdějších vlnách. Složitý systém s názvem Movement Control zajišťoval, že vojáci a vozidla odjížděli podle plánu z dvaceti naloďovacích bodů. Někteří muži museli nastoupit na své plavidlo téměř týden před odplutím. Lodě se potkaly na místě setkání (přezdívaného „Piccadilly Circus“) jihovýchodně od ostrova Wight, aby se shromáždily do konvojů, které překročí Lamanšský průliv. Minolovky začaly s vyklízením plavebních drah večer 5. června a před úsvitem vzlétlo tisíc bombardérů, aby zaútočily na pobřežní obranu. Asi 1 200 letadel opustilo Anglii těsně před půlnocí, aby několik hodin před přistáním na pláži přepravilo tři výsadkové divize do zón za nepřátelskými liniemi. Americká 82. a 101. výsadková divize dostaly úkoly na poloostrově Cotentin západně od pláže Utah. Britská 6. výsadková divize byla přidělena k zachycení neporušených mostů přes kanál Caen a řeku Orne. Svobodný francouzský 4. prapor SAS s 538 muži dostal úkoly v Bretani (operace Dingson, operace Samwest). Asi 132 000 mužů bylo v den D přepraveno po moři a dalších 24 000 letecky. Předběžné námořní bombardování bylo zahájeno v 05:45 a pokračovalo až do 06:25 z pěti bitevních lodí, dvaceti křižníků, šedesáti pěti torpédoborců a dvou monitorů. Pěchota se začala vyloďovat na pláže kolem 06:30.

## Postup do vnitrozemí

### Boj opobřeží

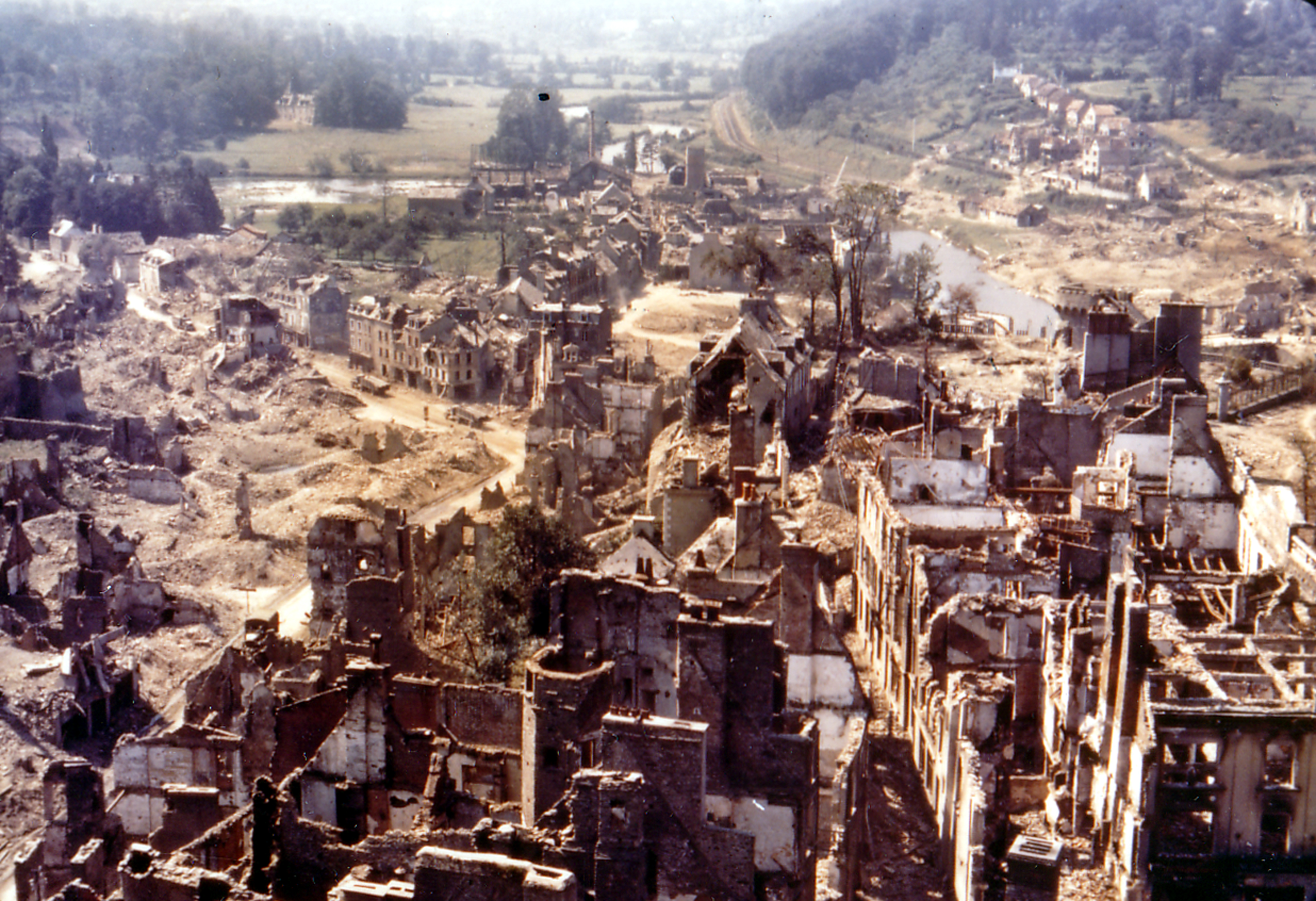
Zničené město Saint-Lô

Samotné vylodění bylo úspěšné, ale nyní bylo nutné prorazit z Normandie, osvobodit Bretaň a následně postupovat do vnitrozemí, směrem k Paříži. Aby toho Spojenci dosáhli, rozhodl se generál Eisenhower rozdělit Normandii do dvou sektorů: britského a kanadského na východě a amerického na západě. Šlo o to, aby Britové a Kanaďané na východě vázali německé tankové divize, které se přemisťovaly z Pas-de-Calais, zatímco Američané na západě obsadí poloostrov Cotentin s přístavním městem Cherbourg a prorazí do Bretaně. Dalším důležitým strategickým cílem se stalo město Caen v britském sektoru. Jako největší Normandské město bylo Caen důležitou strategickou křižovatkou v oblasti. Němci však ve městě a jeho okolí drželi až osm pancéřových divizí a sedm pěších divizí, a tak se stalo, že i když mělo být Caen dobyto už 6. června, protáhly se boje o město na dlouhé dva měsíce. Američané však nyní měli volné ruce a mohli se pokusit o průlom z Normandie.

### Průlom

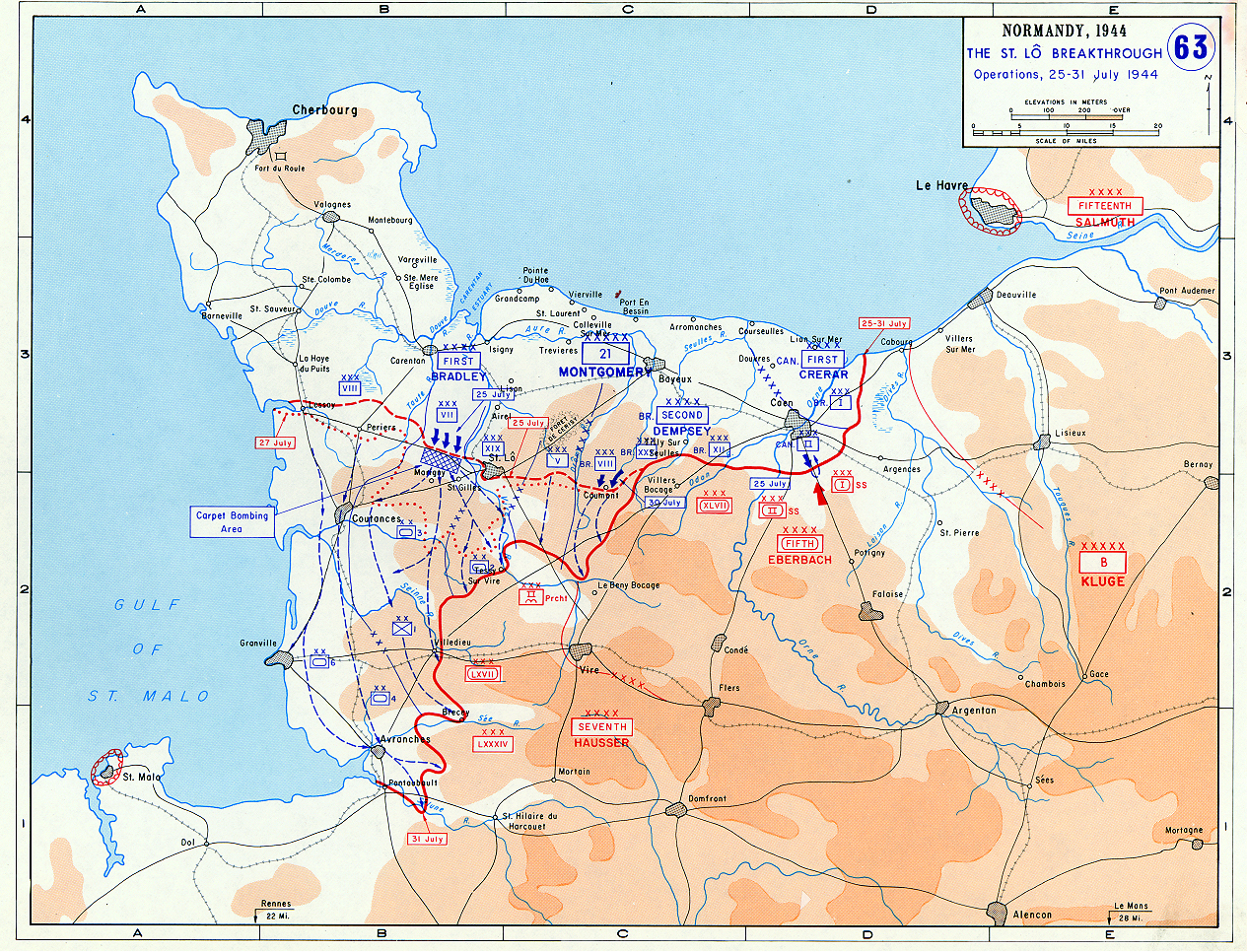
Operace Cobra a Operace Goodwood

Boje probíhaly v obou sektorech velmi tvrdě. Všechny britské pokusy dobýt Caen ztroskotaly a Cherbourg padl do amerických rukou až 27. června. Na konci června bylo již v Normandii přes 875 000 spojeneckých vojáků, mnozí velitelé se však obávali, že se plánovaná operace nerozvíjí dostatečně rychle. Na počátku července byly invazní jednotky jen 24 km od pobřeží, což v praxi znamenalo, že dobyli pouze pětinu plánovaného území. Dne 10. července vydal „Monty“ rozkaz k průlomu z Normandie. Jednalo se o Operaci Cobra v americkém sektoru a operaci Goodwood v britském sektoru. Operace Goodwood začala 18. července. Britové však narazili na neobyčejně silný odpor u hřebenu Bourgébus. Silné deště poté útok zcela zastavily. Zdálo se, že ofenzíva ztroskotala. Ve skutečnosti Montgomeryho záměr vázat zde německé divize vyšel. Poté, co 19. července padlo město Saint-Lô, mohl i americký generál Bradley zahájit svoji ofenzívu na západě, Operaci Cobra. Ačkoliv nezačala vůbec dobře, brzy 31. července Američané dobyli město Avranches a jeho důležitý most. Nově příchozí generál Patton se svoji 3. armádou most využil a pronikl do Bretaně. Průlom z Normandie se tedy nakonec vydařil. 3. srpna se ještě Němci pokusili vrazit mezi americké armády klín v okolí města Mortain a zastavit spojenecký postup. Útok však ztroskotal a Spojenci vytrvale postupovali do vnitrozemí.